# 마귀 (명나라)
마귀(麻貴, ? ~ ?)는 명나라 만력제 때의 회족(回族) 출신 장군이다. 자는 명회(溟回), 호는 이천(而泉), 시호는 충무후(忠武侯)이다. 본관은 상곡이다.

## 생애
1597년(조선 선조 30년) 정유재란이 일어나자 마귀(麻貴) 장군은 명나라가 파견한 구원병의 제독(提督)으로 군사를 거느리고 조선에 들어왔다. 그 해 12월 도원수 권율(權慄)과 합세하여 적장 구로다 나가마사(黑田長政)에 맞서 제1차 울산성 전투를 치렀으나 성과를 올리지 못했고 왜군의 철수로 귀국하였다. 1598년(조선 선조 31년) 만세덕(萬世德)이 거느린 14만 원군을 따라 들어와 또 동래로 내려가 도산성을 공격하였다. 1599년 (조선 선조 32년) 봄에 본국인 명나라로 돌아갔다.
마귀(麻貴)는 회회국(回回國) 왕(王) 마립(麻立)의 원손으로 포정사(布政使) 마록(麻祿)의 아들이다. 1512년 회회왕국이 망하게 되었을 때 6세이었던 태자 마록(麻祿)이 신하의 등에 업혀 안남국(安南國)으로 망명하여 왕에게 의탁·성장하여 왕의 사위가 되고, 그 뒤 1522년 중원(中原)으로 들어가 벼슬을 하여 총병관 및 포정사 등을 지냈다. 마록(麻祿)의 자는 윤집(允執), 호는 지지당(知止堂)이다. 
마귀 장군의 아들 마승은(麻承恩)은 대동초병관을 지냈으며, 손자 마암(麻巖)은 조부와 함께 정유재란에 참전한 후 1619년에 후금(後金)과의 싸움인 심하 전투에서 총병관으로 활약하다가 순절하였다. 증손 마순상(麻舜裳)은 남경통판겸 조병독량사로 산동성 등주의 군량을 실은 배를 타고 순찰 감독하다가 1627년(조선 인조 5년) 9월에 묘도(廟島)에서 풍랑을 만나 3일 만에 황해도 풍천에 이르렀는데, 함께 탔던 29명은 모두 죽고 혼자 살아남아 조선에 귀화하여 한국 상곡 마씨의 조상이 되었다.

## 가족 관계
- 아버지 : 포정사(布政使) 마록(麻祿)
  - 본인 : 제독(提督) 마귀(麻貴)
    - 아들 : 대국총병(大國總兵) 마승은(麻承恩)
      - 손자 : 총병(總兵) 마암(麻巖)

## 같이 보기
- 임진왜란